# Rahonavis
Rahonavis é um gênero de dinossauro do Cretáceo Superior (Maastrichtiano, 70–65 milhões de anos) do noroeste do que hoje é o atual Madagascar. É conhecido de um esqueleto parcial (UA 8656) achado em rochas da Formação Maevarano, província de Mahajanga.

## Descrição
Rahonavis era um pequeno predador, com o tamanho um pouco maior que o Archaeopteryx, e apresentava um antebraço aviano, pé primitivo com hálux voltado para trás, e uma grande garra em forma de foice (similar a dos Velociraptor e Deinonychus) no segundo dedo do pé. A ulna, osso do antebraço, apresentava marcas de inserção das penas de voo e a cauda era reduzida. A pélvis e o fêmur era similar aos do Archaeopteryx.

## Taxonomia
O gênero Rahonavis foi descrito por Catherine A. Forster em 1998, inicialmente batizado como Rahona. Entretanto, a descoberta do gênero já existente de mariposas da família Lymantriidae com o mesmo nome obrigou a alteração para Rahonavis.
Historicamente, Rahonavis tem sido objeto de incerteza quanto a sua posição taxonômica correta - se trata-se de um membro do clado Aves ou se pertence à família Dromaeosauridae. A presença de pequenos nódulos na ulna levou inicialmente a sua inclusão entre as aves; contudo, o restante do esqueleto é característico dos Dromaeosauridae. Dada a afinidade muito próxima entre aves primitivas e seus parentes Dromaeosauridae, juntamente com a possibilidade de que o voo pode ter sido desenvolvido e perdido várias vezes entre estes grupos, é difícil incluir Rahonavis firmemente dentro ou fora do grupo das aves. Rahonavis poderia ser um parente próximo do Archaeopteryx, como foi inicialmente sugerido pelo descobridor do fóssil, e, portanto, um membro do clado Aves.
Pesquisas recemntes sugerem a proximidade de Rahonavis aos Dromaeosauridae da América do Sul pertencentes ao gênero Unenlagia, subfamília Unenlagiinae.